# Narcissus cavanillesii
Narcissus cavanillesii é uma espécie de planta com flor pertencente à família Amaryllidaceae. 
A autoridade científica da espécie é Barra & G.López, tendo sido publicada em Anales del Jardín Botánico de Madrid 41: 202. 1984.

## Portugal
Trata-se de uma espécie presente no território português, nomeadamente em Portugal Continental. Hibrida frequentemente com Narcissus serotinus e Narcissus miniatus originando os hibridos naturais N. xalentejanus e N. xperezlarae . É frequentemente polinizado por himenopteros.
Em termos de naturalidade é endémica da Península Ibérica.

## Protecção
Encontra-se protegida por legislação portuguesa ou da Comunidade Europeia, nomeadamente pelo Anexo II e IV da Directiva Habitats. Em Portugal é considerada um espécie criticamente ameaçada e uma das suas populações foi translocada para evitar a sua extinção pela barragem do Alqueva.